# یواس‌اس منلائوس (ای‌آرال-۱۳)
یواس‌اس منلائوس (ای‌آرال-۱۳) (به انگلیسی: USS Menelaus (ARL-13)) یک کشتی بود که طول آن ۳۲۸ فوت (۱۰۰ متر) بود. این کشتی در سال ۱۹۴۴ ساخته شد.